# ザ・ライフルズ (バンド)

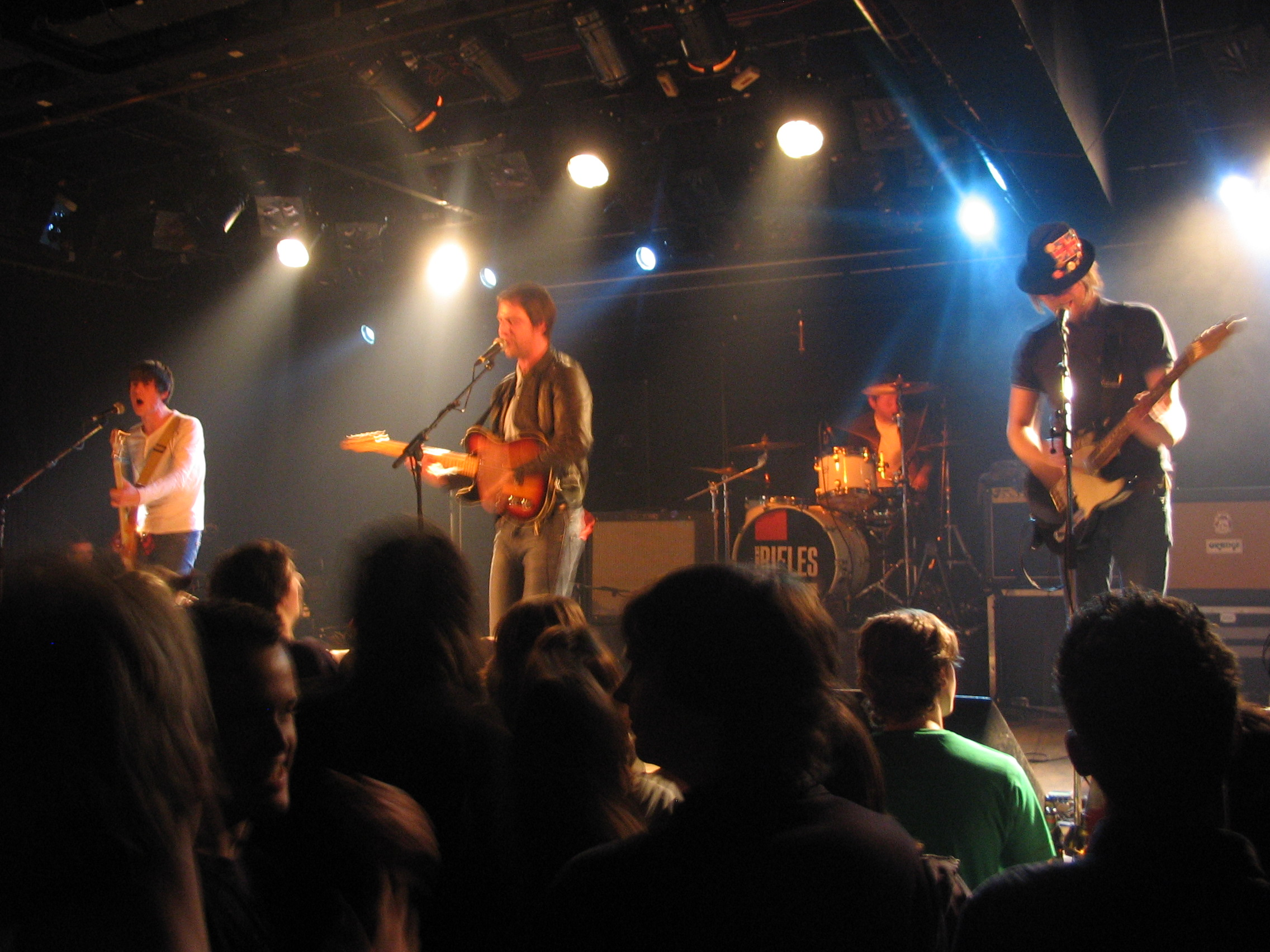
ザ・ライフルズ

ザ・ライフルズ（THE RIFLES）は、イギリスのロンドン出身の4人組のロックバンドである。名前の由来は、簡単で覚えやすいから。
ボーカルのジョエルはオアシスの熱狂的ファンで、「オアシスを見たとき、それが人生を変えた瞬間だった。オアシスはオーディエンスを惹きつける力を持っていた。バンドをやらなきゃいけないと思ったのは、それがきっかけだ」と語っている。

## メンバー
- ジョエル・ストーカー（Joel Stoker ） - ボーカル、ギター
- ルーク・クロウサー（Luke Crowther） - ギター

## 来歴
- 2003年 ジョエルとルークがロブが住んでいる町を行き来していた時、DJをしていたグラントと出会い結成。
- 2004年1月、初のライブを行う。
- 2006年7月29日、FUJI ROCK FESTIVAL '06に出演。
- 2006年9月20日、アルバム『NO LOVE LOST』で日本デビューを果たす。